# Jonathan Carl Zenker
Jonathan Carl Zenker (anche Jonathan Karl Zenker) (Sundremda, 1º marzo 1799 – Lipsia, 6 novembre 1837) è stato un naturalista e botanico tedesco.

## Biografia
Inizialmente, Zenker intraprese gli studi di Teologia presso l'Università di Jena. Presto però indirizzò i suoi sforzi allo studio delle Scienze naturali e della Medicina.
A partire dal 1823 visse a Dresda. In seguito, fece ritorno a Jena, dove, mediante la dissertazione "Batrachomyologia", ottenne la qualifica di docente privato di Storia naturale.
Nel 1828 divenne professore associato di Botanica e Storia naturale e nel 1836 divenne ordinario (un anno prima della sua morte).

## Onorificenze
Il genere di piante erbacee Zenkeria è stato così denominato in suo onore.

## Opere principali
- Musci Thuringici: vivis exemplaribus exhibuerunt et illustraverunt, 1821–1823, scritto con David Nathanael Friedrich Dietrich (1799–1888).
- Die Pflanzen und ihr wissenschaftliches Studium überhaupt : ein botanischer Grundriss zum Gebrauche academischer Vorträge und zum Selbststudium, 1830.
- Zwei neue fossile Corallenarten, 1833.
- Beiträge zur Naturgeschichte der Urwelt. Organische Reste (Petrefacten) aus der Altenburger Braunkohlen-Formation, dem Blankenburger Quadersandtein, jenaischen bunten Sandstein und Böhmischen Übergangsgebirge, 1833.
- Flora von Thüringen und den angrenzenden Provinzen, (scritto con Diederich Franz Leonhard von Schlechtendal (1794–1866), Christian Eduard Langethal (1806–1878) e Ernst Schenk).